# Code pénal (France)
Pour les autres articles nationaux ou selon les autres juridictions, voir Code pénal.
Lire en ligne

Code pénal sur Légifrance

Code pénal de 1810
Le code pénal est la codification du droit pénal français. Il est entré en vigueur le 1er mars 1994 pour remplacer le code pénal de 1810, et qu'on appelle désormais le code pénal ancien dans les rares décisions devant encore l'appliquer.
Le nouveau code pénal a été créé par plusieurs lois promulguées le 22 juillet 1992, et introduit la notion juridique d'intérêts fondamentaux de la nation (livre IV, titre Ier).

## Histoire
Le projet de réforme commence par le travail d'une commission nommée par le président Valéry Giscard d'Estaing par un décret du 8 novembre 1974, dont la composition avait été fixée par un décret du 25 février 1975. Le président de cette commission est Maurice Aydalot, remplacé par la suite par Guy Chavanon, procureur général près la Cour de cassation. L'avant-projet définitif du livre I (dispositions générales), très critiqué par les pénalistes, est rejeté par l’Élysée le 22 février 1980.
Après l'alternance de 1981, l'idée de refaire un code pénal est reprise par Robert Badinter, ancien avocat pénaliste devenu ministre de la Justice. Robert Badinter lui-même assume la présidence de la commission installée en 1975, dont la composition est radicalement modifiée. Le projet de code est discuté au Parlement entre 1989 et 1991.
Le livre I est voté en 1991. Il est rapidement suivi par les livres II, III et IV.
Le nouveau code pénal (c'est ainsi qu'on l'appelle au début) résulte de plusieurs lois promulguées le 22 juillet 1992 et entre en vigueur le 1er mars 1994.
Bien que le code reste en principe le même, avec le même titre de code pénal, il ne s'agit pas d'une modification ni même d'une refonte du Code pénal de 1810, mais d'une œuvre originale de composition et de rédaction, avec un nouveau plan, de nouveaux principes et une nouvelle formulation du droit.
Il introduit de nombreuses nouveautés, dont la responsabilité pénale des personnes morales (mis à part celle de l'État, art. 121-2), et alourdit les peines prévues pour la quasi-totalité des délits et des crimes.
Il supprime toutefois la notion de peine-fourchette. Dans l'ancien code pénal, à quasiment toutes les infractions était attribuée une peine avec un minimum et un maximum, auquel il était possible de déroger par le systèmes des circonstances aggravantes et atténuantes. Ce n'est plus le cas dans le code pénal de 1994, qui ne fixe qu'un maximum en dessous duquel le juge peut décider librement.

### Présentation
Le code pénal est composé de deux parties :
- La partie législative composée de :
  - Quatre livres originels… :
    - Livre I : Dispositions générales
    - Livre II : Des crimes et délits contre les personnes
    - Livre III : Des crimes et délits contre les biens
    - Livre IV : Des crimes et délits contre la nation, l'État et la paix publique (les infractions politiques)
    - Livre IV bis : Des crimes et délits de guerre

  - …ainsi que trois livres ajoutés le 16 décembre 1992
    - Livre V : Des autres crimes et délits
    - Livre VI : Des contraventions
    - Livre VII : Dispositions relatives à l'Outre-Mer
- La partie réglementaire — Décrets en Conseil d’État composée de :
  - Quatre livres originels… :
    - Livre I : Dispositions générales
    - Livre II : Des crimes et délits contre les personnes
    - Livre III : Des crimes et délits contre les biens
    - Livre IV : Des crimes et délits contre la nation, l'État et la paix publique (les infractions politiques)

  - …ainsi que trois livres ajoutés le 16 décembre 1992 :
    - Livre V : Des autres crimes et délits
    - Livre VI : Des contraventions
    - Livre VII : Dispositions relatives à l'Outre-Mer

## Numérotation des articles
Rompant avec l'usage d'autres codes législatifs comme le Code civil, le Code de procédure civile ou le Code de procédure pénale au sein desquels les numéros d'articles suivent un ordre croissant (articles 1, 2, 3, etc.) valide seulement à une période donnée, le Code pénal se lit de façon plus structurée. En effet, le premier article n'est pas l'article 1er, mais l'article 111-1, autrement dit le premier article du premier chapitre du premier titre du premier livre, de droite à gauche (i.e. sens de lecture gros-boutien). Ainsi, la lecture de la numérotation de l'article 432-1 dans la partie législative permet de remonter la structure hiérarchique de cette façon :
- La loi dispose selon l'article 432-1 du code pénal que "[l]e fait, par une personne dépositaire de l'autorité publique, agissant dans l'exercice de ses fonctions, de prendre des mesures destinées à faire échec à l'exécution de la loi est puni de cinq ans d'emprisonnement et de 75 000 euros d'amende".
- C'est le premier article (432-1) du chapitre 2 (432-1) intitulé "[d]es atteintes à l'administration publique commises par des personnes exerçant une fonction publique".
- Ce chapitre 2 (432-1) fait partie du titre 3 (432-1) intitulé "[d]es atteintes à l'autorité de l'État".
- Ce titre 3 (432-1) fait partie du livre 4 (432-1) intitulé "[d]es crimes et délits contre la nation, l'État et la paix publique".

Cette numérotation des articles, dite décimale dans le 1.4.2. du guide de légistique de Légifrance, ne comporte pas de séparateur comme le point dans la numérotation par défaut des documents scientifiques composés sous LaTeX ce qui a l'avantage d'être plus compact mais limite à neuf au maximum le nombre des trois premiers niveaux hiérarchiques (viz. livre, titre et chapitre).
Les niveaux hiérarchiques suivants (viz. section, sous-section et paragraphe) ne sont pas pris en compte dans la numérotation, par exemple :
- La loi dispose selon l'article 132-16 du code pénal que "[l]Le vol, l'extorsion, le chantage, l'escroquerie et l'abus de confiance sont considérés, au regard de la récidive, comme une même infraction.".
- C'est le premier article du paragraphe 3 intitulé "[d]ispositions générales".
- Ce paragraphe 3 fait partie de la sous-section 2 intitulée "[d]es peines applicables en cas de récidive".
- Cette sous-section 2 fait partie de la section 1 intitulée "[d]ispositions générales".
- Cette section 1 fait partie du chapitre 2 (132-16) intitulé "[d]u régime des peines".
- Ce chapitre 2 (132-16) fait partie du titre 3 (132-16) intitulé "[d]es peines".
- Ce titre 3 (132-16) fait partie du livre 1 (132-16) intitulé "[d]ispositions générales".

Ainsi, l'article n'est pas numéroté 132123-1 mais comme le numéro 16 de son chapitre (132-16). Cependant, une structure hiérarchique est possible via le numéro de l'article lui-même, par exemple :
- La loi dispose selon l'article 131-36-12-1 du code pénal que "Par dérogation [...] de la victime."
- C'est le premier article (131-36-12-1) soumettant aux dispositions de l'article 12 (131-36-12-1) disposant que "Le placement sous surveillance […] mis à exécution."
- Cet article 12 (131-36-12-1) fait partie de l'article 36 (131-36-12-1) disposant "Qu'un décret […] à l'article 131-35-1."
- Cet article 36 (131-36-12-1) fait partie de la sous-section 5 intitulée "Du contenu et des modalités d'application de certaines peines".
- Cette sous-section 5 fait partie de la section 1 intitulée "[d]es peines applicables aux personnes physiques".
- Cette section 1 fait partie du chapitre 1 (131-36-12-1) intitulé "De la nature des peines".
- Ce chapitre 1 (131-36-12-1) fait partie du titre 3 (131-36-12-1) intitulé "Des peines".
- Ce titre 3 (131-36-12-1) fait partie du livre 1 (131-36-12-1) intitulé "Dispositions générales".

Cette numérotation, qui provient des recueils de règlement administratif comme le Code général des collectivités territoriales, le Code de l'urbanisme, le Code général des impôts, permet d'intercaler et de rajouter rationnellement des nouveaux textes de loi sans devoir retrancher pour conserver la numérotation des articles. C'est donc une numérotation adaptée à une législation prévoyant une évolution permanente.